# Приключения Робин Гуда
«Приключения Робин Гуда» (англ. The Adventures of Robin Hood) — американский цветной кинофильм Майкла Кёртиса 1938 года с Эрролом Флинном и Оливией де Хэвилленд. 3 премии «Оскар».

## Сюжет
Король Ричард Львиное Сердце, возвращаясь из крестового похода, оказывается в плену у австрийского короля Леопольда. Этим обстоятельством спешит воспользоваться его брат принц Джон. Его цель — английский трон, и для осуществления своих замыслов ему необходимы средства. Поэтому по его приказу на англосаксов налагают непосильную дань.
Это становится не по вкусу аристократу сэру Робину из Локсли. Он заявляется прямо во дворец к принцу Джону и говорит ему в лицо всё, что он о нём думает. С этого момента он становится вне закона и уходит в леса. Вскоре к нему примыкают соратники: Уилл из Гамвелла, Мач — сын мельника, здоровяк Малыш Джон, монах Тук, а также все обиженные и угнетённые. Шервудский лес становится опасным местом для сообщников принца Джона.
Вскоре Робин Гуд со своей бандой совершает дерзкую вылазку и захватывает большие богатства, собранные людьми принца Джона. В его руках оказываются его враги — Гай Гисборн, шериф Ноттингема, и леди Мэриан. Леди Мэриан, увидев как заботится Робин Гуд о бедняках и как он верен королю Ричарду, меняет своё отношение к Робину и готова ему помогать. Робин тоже не остается равнодушным к леди Мэриан и отпускает своих врагов ради неё.
Заманив Робина на турнир по стрельбе из лука, Гай Гисборн и принц Джон хватают Робина Гуда. Леди Мэриан вовремя предупреждает друзей Робина, и им удаётся организовать побег.
В Англию инкогнито возвращается король Ричард, и об этом узнаёт местный епископ. Он сообщает новость принцу Джону, который решает организовать убийство брата. Леди Мэриан, подслушав планы Джона, пытается предупредить Ричарда, но её хватают. Ричард встречает Робина Гуда, и вместе, захватив епископа, они проникают на церемонию коронации принца Джона. Завязывается жаркая схватка. Ричард и Робин со своими людьми одерживают верх. Мэриан и Робин женятся.

## В ролях
| Актёр               | Роль                                  |
| ------------------- | ------------------------------------- |
| Эррол Флинн         | Робин Гуд                             |
| Оливия Де Хэвилленд | леди Мэриан                           |
| Бэзил Рэтбоун       | Гай Гисборн                           |
| Клод Рейнс          | принц Джон                            |
| Патрик Ноулс        | Уилл Скарлетт                         |
| Юджин Паллетт       | монах Тук                             |
| Алан Хейл           | Маленький Джон                        |
| Мелвилл Купер       | шериф Ноттингема                      |
| Уна О'Коннор        | Бесс                                  |
| Иэн Хантер          | Ричард I Львиное Сердце               |
| Монтегю Лав         | Епископ Чёрных Пушек                  |
| Гарри Кординг       | Дикон Мальбет                         |
| Роберт Уорик        | сэр Джеффри                           |
| Триггер             | конь леди Мэриан (в титрах не указан) |

## Награды
- 1939 — «Оскар»
  - Карл Уэйл в номинации Лучшая работа художника-постановщика
  - Ральф Доусен в номинации Лучший монтаж
  - Эрих Вольфганг Корнгольд в номинации Лучшая оригинальная музыка к фильму
- 2004 — «Сатурн» — Лучшее DVD-издание классического фильма

### Номинации
- 1939 — «Оскар» — Лучший фильм

## История создания
После успеха фильма «Сон в летнюю ночь» студия «Уорнер Бразерс» планировала на роль Робин Гуда Джеймса Кэгни, но проблемы с контрактом звезды и успех картины «Одиссея капитана Блада» с Эрлом Флином выдвинул новую кандидатуру на главную роль. Вторая замена произошла уже по ходу съемок фильма. Режиссёра Ульяма Кейли за перерасход бюджета и выход из съемочного графика заменили на Майкла Кёртиса. Популярность фильма неразрывно связала имя и имидж Эррола Флинна с Робин Гудом в глазах общественности даже в большей степени, чем с Дугласом Фэрбенксом, сыгравшим эту роль в 1922 году. Это был третий фильм, в котором снимались Флинн и Оливия де Хэвилленд (после «Капитана Блада» и «Атака легкой бригады»). В конечном итоге они сыграли вместе в девяти фильмах: вышеупомянутом и «Четверо - уже толпа» (1938), «Частная жизнь Елизабеты и Эссекса» (1939), Додж-Сити (1939), Санта-Фе-Трейл (1940), Они умерли в сапогах (1941) и «Спасибо вашим счастливым звездам» (1943), хотя в последнем фильме у них нет общих сцен.

## Значение
Фильм имел большой успех и стал настоящей классикой. 
Сцены и костюмы, которые носили персонажи, бесконечно пародировались и копировались. Например, в короткометражном анимационном фильме «Кролик Гуд» с Багзом Банни, Маленький Джон постоянно говорит Багзу: «Не волнуйся, не бойся, Робин Гуд скоро будет здесь». Когда Багс наконец встречает Робина в конце фильма, он ошеломлен, обнаружив, что это Эррол Флинн в вставленном клипе из этого фильма (впоследствии он качает головой и заявляет: «Это не мог быть он!»). Другими пародиями были Даффи Дак и Порки Пиг в «Робин Гуде, Даффи и Гуфи» и Черный Пит.
Музыкальная комедия «Придворный шут» с Дэнни Кэйем в главной роли является в значительной степени пародией на Робин Гуда. Бэзил Рэтбоун появляется как злодей и вступает в решающий бой на мечах с Кейем.
Большая часть пародий в фильме «Робин Гуд: Мужчины в трико» Мэла Брукса опиралась на эстетику этого фильма, хотя сюжет почти полностью был взят из картины «Робин Гуд: Принц воров».
Фрагмент одной из сцен боя на мечах в фильме был преобразован Джорданом Мехнером и использован в 1989 году в картине «Принц Персии».
Акробатическая игра на мечах Эррола Флинна стала решающим критерием для постановки дуэлей на световых мечах в фильмах «Звездные войны». Также сцена нападения эвоков на штурмовиков из фильма «Возвращение джедая» во многом повторяет сцену нападения людей Робина на караван с золотом.
В анимационном фильме Диснея 2010 года «Запутанная история» внешность и личность Флинна Райдера частично вдохновлены Эрролом Флинном, а его фамилия также используется как знак уважения.

## Премьеры
- США — 25 апреля 1938 года состоялась мировая премьера, а с 14 мая фильм начал демонстрироваться в американских кинотеатрах.
- Финляндия — европейская премьера фильма состоялась 28 августа 1938 года в Хельсинки.
- СССР — в советском кинопрокате демонстрировался с 16 августа 1952 года в качестве «трофейного» фильма, фильмокопию которого вывезли из побеждённой нацистской Германии[комм. 1][3][4].

## Релиз
- В России в начале 2000-х годов версия фильма с советским дубляжем выпущена на VHS, позже на DVD изданием «Светла».

## Комментарии
1. ↑  В советском прокате фильм демонстрировался с 16 августа 1952 года, р/у Госкино СССР № 970/52 — субтитры: киностудии им. Максима Горького, 1952 год.